# Müstair
Müstair (föråldrad tysk namnform: Münster) är en ort och tidigare kommun i den schweiziska kantonen Graubünden, på sin tid den östligaste i landet. Sedan 2009 ingår Müstair i den då nyinrättade kommunen Val Müstair. Kommunen omfattade byn med samma namn, som är den största tätorten i dalen, belägen längst ner intill italienska gränsen. Namnet kommer av det kloster (latin: monasterium) som byggdes på platsen på 700-talet och nu kallas Johannes döparens konvent.
Det traditionella språket i Müstair är jauer, en variant av den rätoromanska dialekten vallader. Under 1900-talet har det tyska språket vunnit insteg, och är nu modersmål för omkring en fjärdedel av invånarna. Rätoromanska är dock det språk på vilket skolundervisningen bedrivs, samt var kommunens officiella administrationsspråk. Till skillnad från i resten av Val Müstair har kyrkan förblivit katolsk.